# Veronica chayuensis
Veronica chayuensis là một loài thực vật có hoa trong họ Mã đề. Loài này được D.Y. Hong miêu tả khoa học đầu tiên năm 1979.